# T-7
T7 (ranije TA34 i SM Tb 96F) bila je torpiljarka austro-ugarske mornarice. Uspješno ga nasljeđuje jugoslavenska mornarica, talijanska mornarica, Kriegsmarine, a na kraju Ratna mornarica NDH.

## Povijest

### Prvi svjetski rat
SM Tb (Seines Majestät Torpedoboot) 96 F ušao je u službu Austro-ugarske ratne mornarice 10. studenog 1916., kao petnaesti, (pretposljednji) iz klase TB 82F. 21. svibnja 1917. ime mu je skraćeno na 96 Tb MS. Služio je u borbi tijekom Prvog svjetskog rata, sudjelujući u akcijama na Jadranu, uključujući i neuspjeli pokušaj proboja blokade Otrantskih vrata u lipnju 1918. U noći s 4. na 5. travnja 1918. Tb 96 je sudjelovao u posebnoj akciji, tegleći u Anconu brod sa 60 mornara koji su trebali napraviti diverziju i oteti talijanske torpedne čamce, ali je plan propao i sudionici akcije su zarobljeni.

### Između dva rata
Tb 96, kao i ostatak klase, preživio je rat, a 1920. je predan Jugoslaviji kao dio odštete (zajedno s Tb 87, 93 i 97, kao i četiri torpiljarke sličnog tipa Tb 74T). Nakon preinaka i obnove u Jugoslavenskoj ratnoj mornarici dobio je ime T-7. Do dovršenja novih razarača klasa Dubrovnik i Beograd T7 je, zajedno s torpiljarkama klase 74 T, bio jedan od najjačih brodova Torpedne flotile, a u nekoliko navrata isplovio je na školska krstarenja Jadranom i Sredozemljem. Nalazio se u sastavu III. torpedne divizije te se u travnju 1941. nalazio u Šibeniku, zajedno sa 6 motornih torpiljarki klase Orjen koje su činile II. torpednu diviziju.

### Drugi svjetski rat
Nakon početka Travanjskog rata i proglašenja NDH otplovio je pod zapovjedništvom kapetana bojnog broda Ivana Kerna (ujedno i zapovjednika III. torpedne divizije) u Boku kotorsku. 17. travnja 1941. T7 je zarobljen od strane talijanske vojske i dodijeljen talijanskoj mornarici pod nazivom T-7. Tad mu je uklonjen jedan torpedni aparat te su dodana dva jednocijevna topa od 20 mm, dok su teške strojnice zadržane. Kako je ovaj brod već bio praktički za otpis, Talijani su ga ostavili na području Jadrana gdje je uvršten u Maridalmazia (Pomorsko zapovjedništvo Dalmacije) gdje je služio kao eskortni brod u pratnji konvoja.
Nakon kapitulacije Italije, bio je zarobljen od strane Nijemaca u Šibeniku i 11. rujna 1943. ga je formalno preuzela Kriegsmarine pod oznakom TA 34. No, u vrijeme zarobljavanja, brod je bio dosta oštećen od strane Talijana. Za pretpostaviti je da su bili oštećeni pogonski strojevi, tako da nije stvarno stavljen u funkciju. Kako borbena vrijednost ovog broda nije bila velika, odlučeno je da se obnovi i preda mornarici Nezavisne Države Hrvatske pod prethodnom oznakom T-7. Početkom studenog hidroavionom iz Splita je u Šibenik odletio poručnik korvete Miren Blaž kako bi preuzeo torpiljarku, dok je motorni jedrenjak "Marjan" prebacio mornarički odred. 8. veljače 1944. i formalno je predan RM NDH. Zapovjednikom je imenovan Kapitänleutnant Ivan Lotz. T-7 je bila jedina borbena jedinica RM NDH za njenog djelovanja u Dalmaciji. 12. lipnja 1944. 11 hrvatskih članova posade, među kojima i jedan časnik, prebjeglo je partizanima i dojavilo im pojedinosti o planovima slanja broda na remont u Rijeku. Kako se prvobitna posada pokazala nepouzdanom zbog mogućnosti bijega partizanima, zamijenjena je njemačkim mornarima i hrvatskim legionarima s Crnog mora.

#### Potapanje
Brod je 24. lipnja 1944., nešto prije 22 sata, po prvi put napustio šibensku luku i krenuo na plovidbu u pravcu Rijeke. Na njemu se nalazilo ukrcano samo 35 članova posade. U njegovoj zaštiti (na većoj udaljenosti) su trebali ploviti i torpedni čamci S-154 i S-157. U isto vrijeme kod otoka Murtera su se nalazile britanske motorne topovnjače MGB-662 i MGB-659 te torpedni čamac MTB-670. Malo iza 22 sata primijetili su velike oblake dima u pravcu juga, a kako je noć bila tiha, s malo sjevernog vjetra, te vedra s mjesečinom, uskoro su primijetili T7 kako plovi brzinom od oko 14 čvorova. Zapovjednik britanskog odreda Tim Bligh je odmah torpednom čamcu zapovjedio napad torpedima. Međutim, oba su torpeda promašila cilj i eksplodirala na otočiću Kukuljari. Bligh je tada morao odlučiti hoće li nastaviti s napadom topovima i postoje li izgledi za hvatanje T7 prije nego što bude u dometu njemačke obalne bitnice kod Biograda. Jedan partizanski časnik za vezu je u panici molio da pusti T7 jer je prejako naoružan za njih. No, Bligh je odlučio napasti, te je brzina na sva tri broda povećana na 20 čvorova. T-7 nije povećavao brzinu, a očito da to nije ni mogao, te su ga britanski brodovi vrlo brzo sustigli te se "ubacili" između Murtera i T-7. Kada se MGB-662 približio na samo 130 metara prema krmi, započela je paljba krmenog topa T-7 po njemu. Međutim, odmah su odgovorili svi topovi britanskih brodova (svaki je imao top od 57 mm i 40 mm te dvije dvocijevne strojnice od 12,7 mm, a topovnjače su još imale i dva topa od 20 mm). U roku od svega pola minute T7 se zapalio, prestao je uzvraćati vatru te je naglo promijenio smjer plovidbe, skrenuvši prema kopnu te promašivši tada MGB-662 za samo četiri metra. Brzinom od 12 čvorova T-7 je snažno udario u kopno te se nasukao, a pritom su mu eksplodirali kotolovi. Britanski sastav se malo približio te je pritom pokupio jednog brodolomca - Hrvata, koji im je odmah rekao da su u blizini njemački torpedni čamci, što mu Britanci nisu povjerovali. MGB-662 se ponovno približio T-7 te je pritom pokupio još tri ranjena brodolomca, a uskoro su se na otok Murter i na T-7 iskrcali naoružani britanski mornari, koji su pretražili brod. Tu su pronašli još petoricu teško ranjenih članova posade koji su također spominjali njemačke torpedne čamce. Britanci su tada pokupili preživjele (od kojih su se neki razbježali), ispalili još nekoliko plotuna u vodenu liniju T-7 te se uputili prema Visu. Na T7 je poginulo 14 članova posade, a među njima i zapovjednik broda. Olupinu su kasnije dodatno uništili britanski inženjerci. 1953. olupina T7 je djelomično razrezana i istopljena.

## Opis
Tb 96 F je bio opremljen s dva kotla tipa Yarrow, s dvije parne turbine AEG-Curtiss. Naoružan je s dva topa, u početku kalibra 66 mm L/30, jednom strojnicom Schwarzlose i četiri torpedne cijevi kalibra 450 mm. Od 1917. na krmi je montiran top kalibra 66 mm kao protuzračno naoružanje. U Jugoslaviji su topovi zamijenjeni višenamjenskima, kalibra 66 mm, tipa L/45 Škoda te je dodana druga strojnica. Posadu je činilo 52 ljudi. U službi Njemačke i NDH, naoružanje se sastojalo od dva 66 milimetarska topa, dva 20 milimetarska topa, dvije strojnice i dvije torpedne cijevi od 450 mm. Posada se sastojala od 35 ljudi.